# 해남 대흥사 천불전
해남 대흥사 천불전(海南 大興寺 千佛殿)은 전라남도 해남군 삼산면, 대흥사에 있는 조선시대의 건축물이다. 2013년 8월 5일 대한민국의 보물 제1807호로 지정되었다.

## 입지 현황 및 역사문화환경
대흥사는 전라남도 해남군 삼산면 구림리 두륜산 줄기에 자리하고 있다. 두륜산(대둔산)의 빼어난 절경을 배경으로 한 넓은 산간분지에 계류를 끼고 자리한 대흥사는 여러 불전들을 지형적 조건에 맞추어 독립된 군을 이루어 배치함으로써 정연한 가람배치에서 느낄 수 없는 자유로움과 조화를 느낄 수 있다.
『대둔사지(大芚寺誌)』(1823)의 기록에 나타나듯이 절을 가로지르는 금당천을 사이에 두고 북쪽과 남쪽으로 나누어 당우들을 배치하였는데, 현재 북원에는 대웅전을 중심으로 명부전, 응진전, 산신각, 백설당, 청운당이 자리잡고 있으며, 남원에는 천불전을 중심으로 용화당, 가허루, 봉향각, 동국선원, 종무소 등이 또 하나의 군을 이루어 배치되어 있다. 또한 남원의 오른편에는 표충사와 부속건물, 성보박물관이 있고 그 뒤편에 대광명전 영역이 별원을 형성하고 있다.
천불전은 대흥사 남원(南院)의 중심 불전이다. 큰 대문채와 같이 평범한 단층 5칸 맞배집으로 구조된 가허루의 중앙 문간을 거쳐 천불전 안마당에 들어서면 정면의 높은 장대석 축단 위에 서향하여 자리한 천불전이 마주보이고 왼쪽에는 봉향각이, 오른쪽에는 옛 강원이던 용화당이 마당을 둘러싸고 있어 독립된 공간을 구성하고 있다. 대웅전에 비하여 마당은 크지 않지만 공간에 맞게 각 건물의 규모와 형식을 갖추었고, 정면 3칸, 측면 3칸의 다포계 팔작집인 천불전은 높은 장대석 축단 위에 자리하고 있어 남원(南院) 공간의 중심건물로서 격식과 품위가 느껴진다.

## 연혁 및 건축적 특징
대흥사의 역사를 기록한 것으로는 『죽미기(竹迷記)』,『만일암고기(挽日庵古記)』『북암기(北庵 記)』등이 있으며 이 기록들은 종합 기술한 『대둔사지(大芚寺誌)』(1823)를 통해 대흥사의 창건과 역사를 구체적으로 살펴볼 수 있다.
대흥사는 임진왜란 이후 승군의 최고지도자이며 선교양종 도총섭이었던 서산대사 휴정(1520~1604)의 의발(衣鉢)을 모시면서 선교 양종의 대도량으로 발전하였다. 1667에 대웅전을 중건하였고(현재 의 건물은 화재 후 1901년 중수), 1669년에는 표충사를 건립하였다.
천불전은 1811년에 실화로 소실된 것을 1813년에 다시 지은 건물이다.「千佛造成略記」에는 1811년 (嘉慶16년) 2월에 화재가 발생하여 지장전, 팔해당, 용화전, 적조당, 천불전, 대장전, 약사전, 가허루 가 하룻밤에 모두 불에 탔다고 기록하고 있다. 2년 후에 다시 건물을 지었는데 당시 중건주는 초의 선사의 스승이었던 완호(玩虎)였다. 그는 건물의 중건뿐만 아니라 경주 기림사로 가서 화원들에게 천불을 조성토록 하였다. 천불은 1817년 11월 두 대의 배를 이용하여 해남으로 운반 도중 풍랑을 만나 배 한 대가 일본에 표류하였다가 돌아와 1818년 8월 15일에 천불전에 봉안되어 지금까지 전하고 있다. 「일본표해록(日本漂海錄)」(楓溪 賢正, 1821)에는 천불의 조성과정과 표류상황 등을 상세하게 기술하고 있어 천불전의 중건과 천불 봉안의 역사를 명확히 알 수 있다.
천불전은 자연석 주초 위에 흘림이 있는 두리기둥을 사용하였으며, 전면 우주는 유난히 굵은 기둥에 흘림을 강하게 주어 사용하였다. 간살은 정면 협칸, 측면의 3칸이 2,490mm으로 동일하고, 정면 어칸만 이보다 큰 3,470mm이다. 공포의 배열도 정면 어칸에만 2조의 간포를 배치하고 나머지는 모두 하나씩 배치하고 있어 동일한 공포의 간격에 따라 주간을 설정한 하였다.
천불전은 천불조상을 모시기 위하여 처음부터 계획된 건물로 충분한 내부공간을 확보하기 위해 평면도 거의 정방형에 가까우며, 내진주 없이 통칸으로 처리하였다. 이에 맞추어 가구구조는 전후 평 주위에 대들보를 걸친 무고주 5량가이다. 대들보는 자연스럽게 휘어진 곡재를 사용하였고, 종보 위에 판대공을 설치하여 종도리를 받는다. 공포는 외3출목, 내4출목 구조이며 살미첨차는 간결하면서 강직하게 구부러져 끝에서 예리하게 솟아오르며 연봉으로 장식하였고, 내부는 초각이 화려하다. 내부는 전체가 하나의 닫집과 같이 불단 위를 장엄하고 있으며, 평면의 반을 경사진 불단을 설치하고 그 위에 목조삼존불과 옥석으로 만든 천불상을 봉안하고 있다. 이와 더불어 불단 상부는 제공의 연 봉이 천장까지 이어지면서 충량 머리를 장식하는 용두, 우물반자, 빗반자의 장식들과 함께 일체화되어 법당 안을 화려하게 장엄하고 있다.
불전의 장엄은 외부에서도 나타나는데, 어칸의 기둥 상부에는 내외부로 연결되는 용두형 안초공을 설치하였으며, 전면 창호는 모두 아름다운 꽃살창으로 장식하였다. 이와 같은 불전의 장식적 수법은 조선 후기 사찰건축의 시대적 특징이다.

## 지정 가치
천불전은 1813년에 중건된 건물로 대흥사 남원의 중심건물로서 격식을 갖추고 있으며, 「일본표해록(日本漂海錄)」(楓溪 賢正, 1821) 등을 통해 건물의 중건과 천불 조성 및 봉안의 역사를 명확히 알 수 있다.
건축적으로는 평면 비례, 공포 배치, 상부가구 등에서 천불을 봉안하기 위한 합리적인 계획수법을 볼 수 있으며, 공포의 구성과 세부적 조각수법, 빗천장과 우물천장의 장식과 구성, 창호 등은 화려하지만 지나치지 않고 구조 또한 견실하다. 이러한 공포, 빗천장, 우물천장 등의 구성 및 세부적 수법은 인근의 국가지정문화재(보물)인 미황사 대웅전(1754), 불갑사 대웅전(1764), 불회사 대웅전 (1808) 등과 유사한 수법을 보여주고 있어 비교되어 가치가 높다.
이처럼 대흥사 천불전은 현재 우리나라에 남아있는 천불전 건물을 대표할 수 있는 건물로서 역사적, 학술적으로 국가지정문화재(보물)의 가치가 충분한 것으로 평가된다.

## 사진

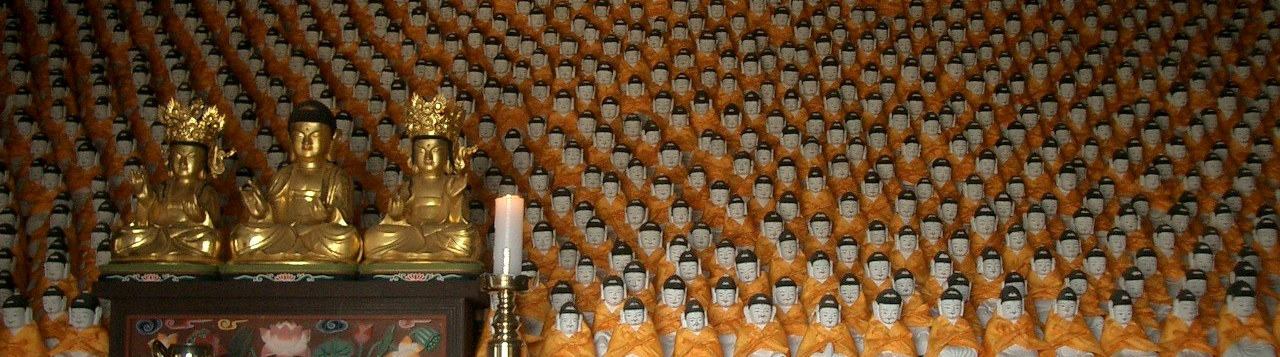
대흥사 천불전 천불상
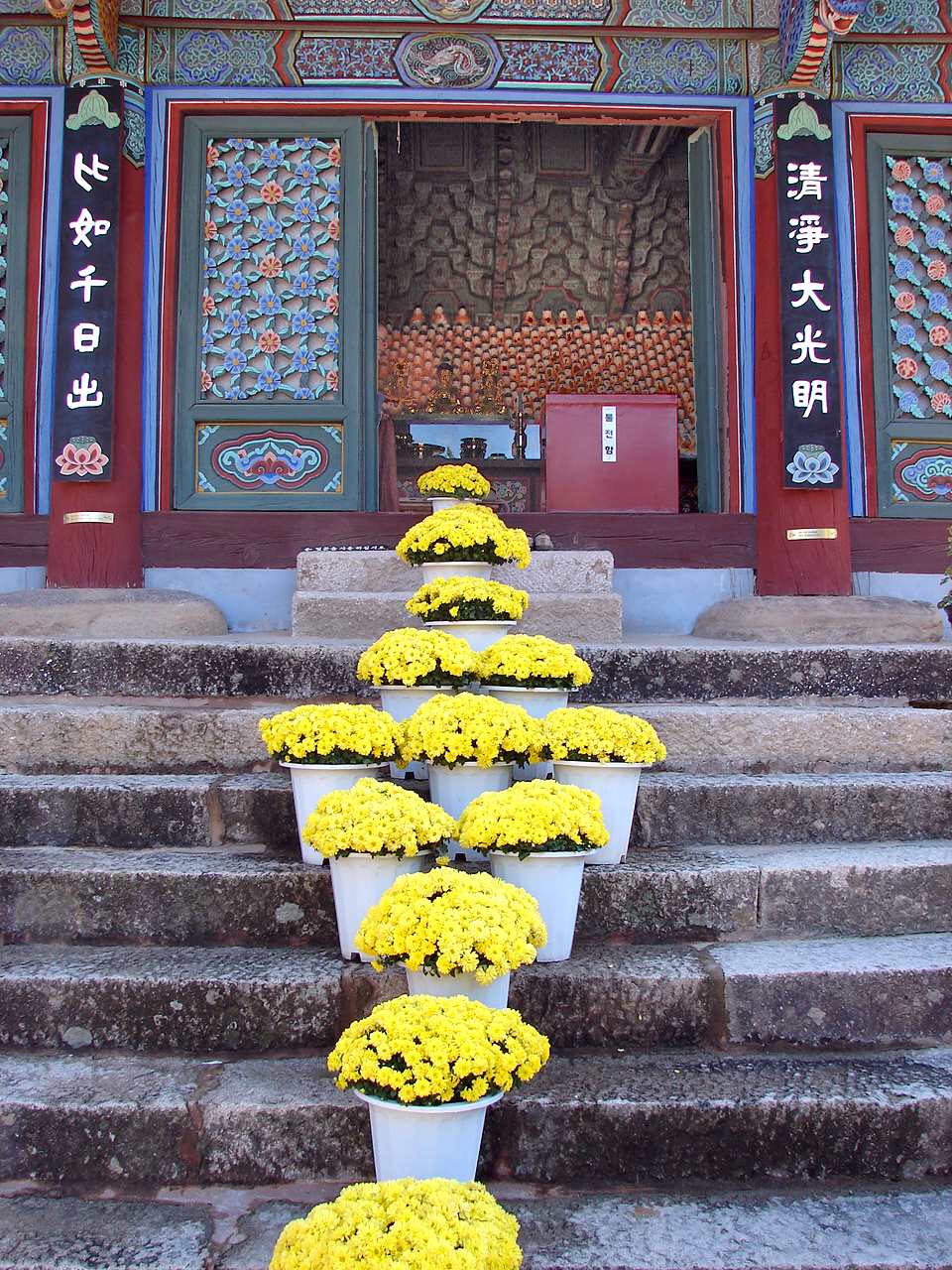
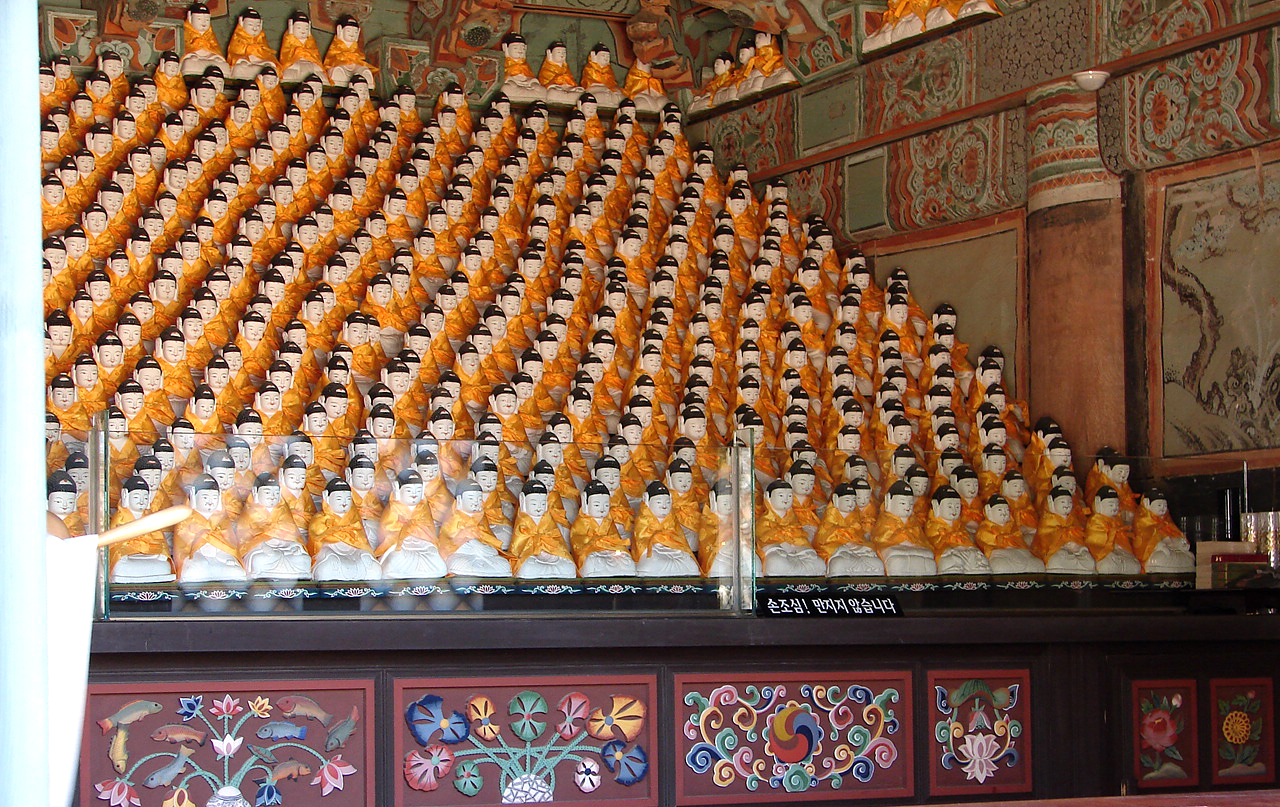
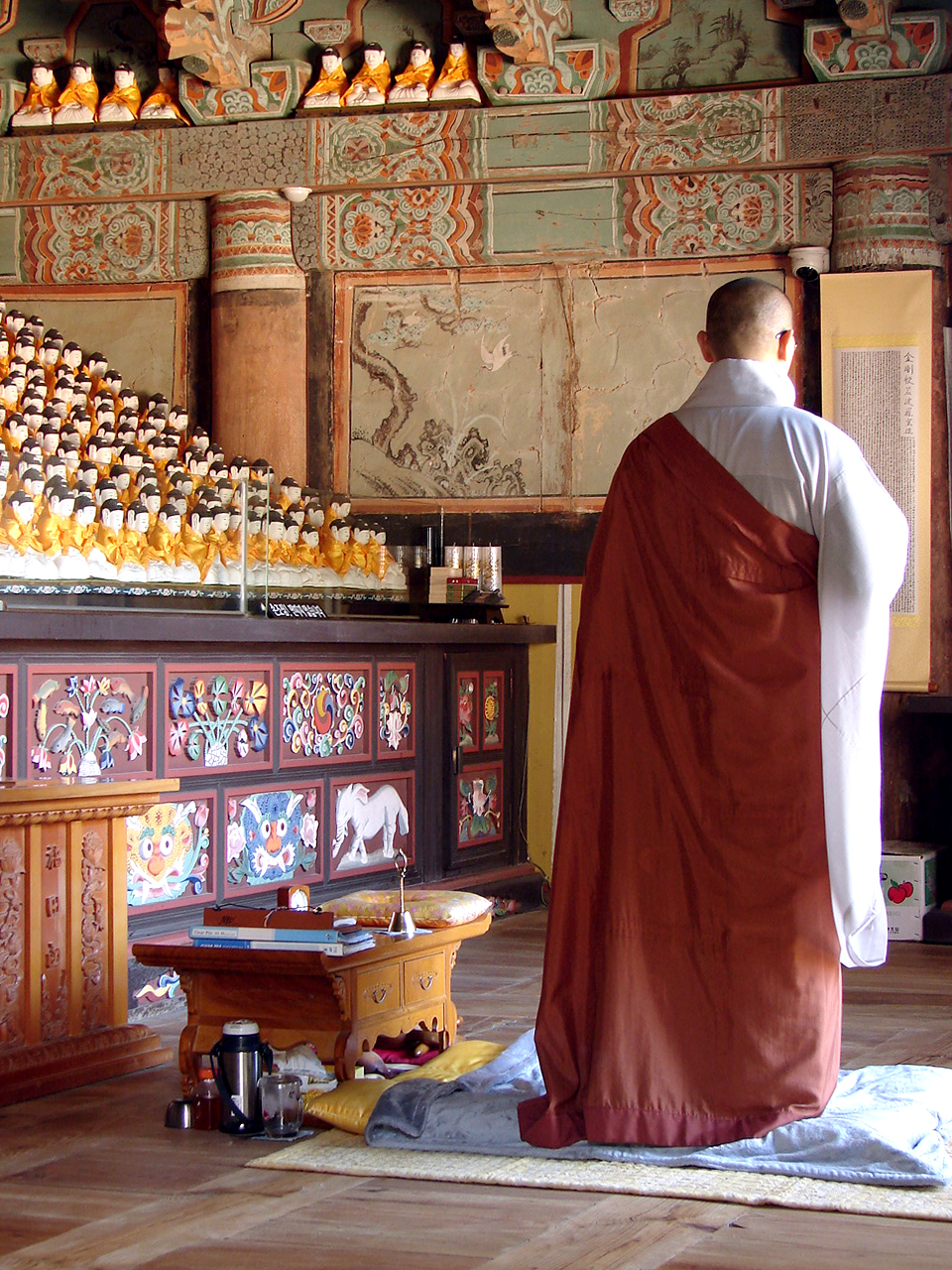
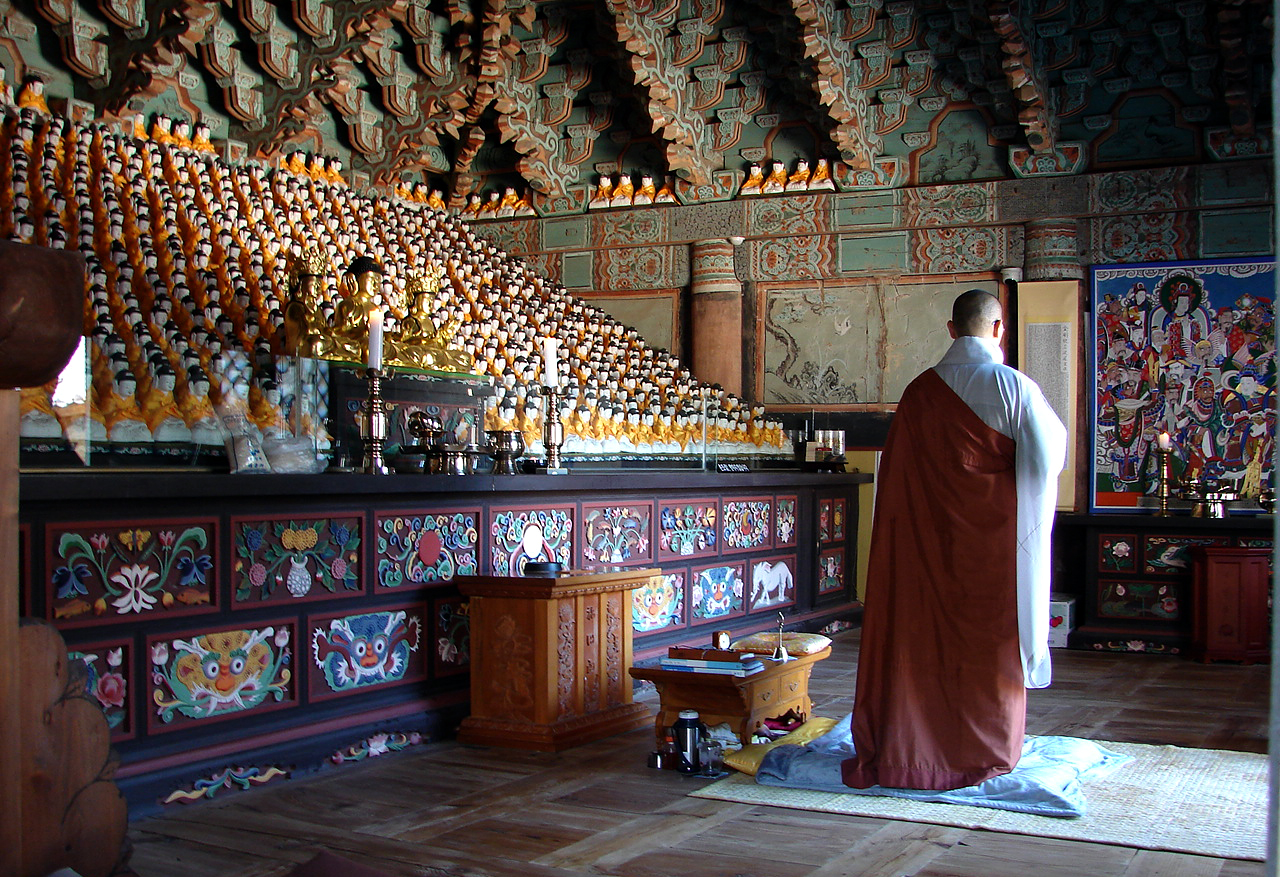
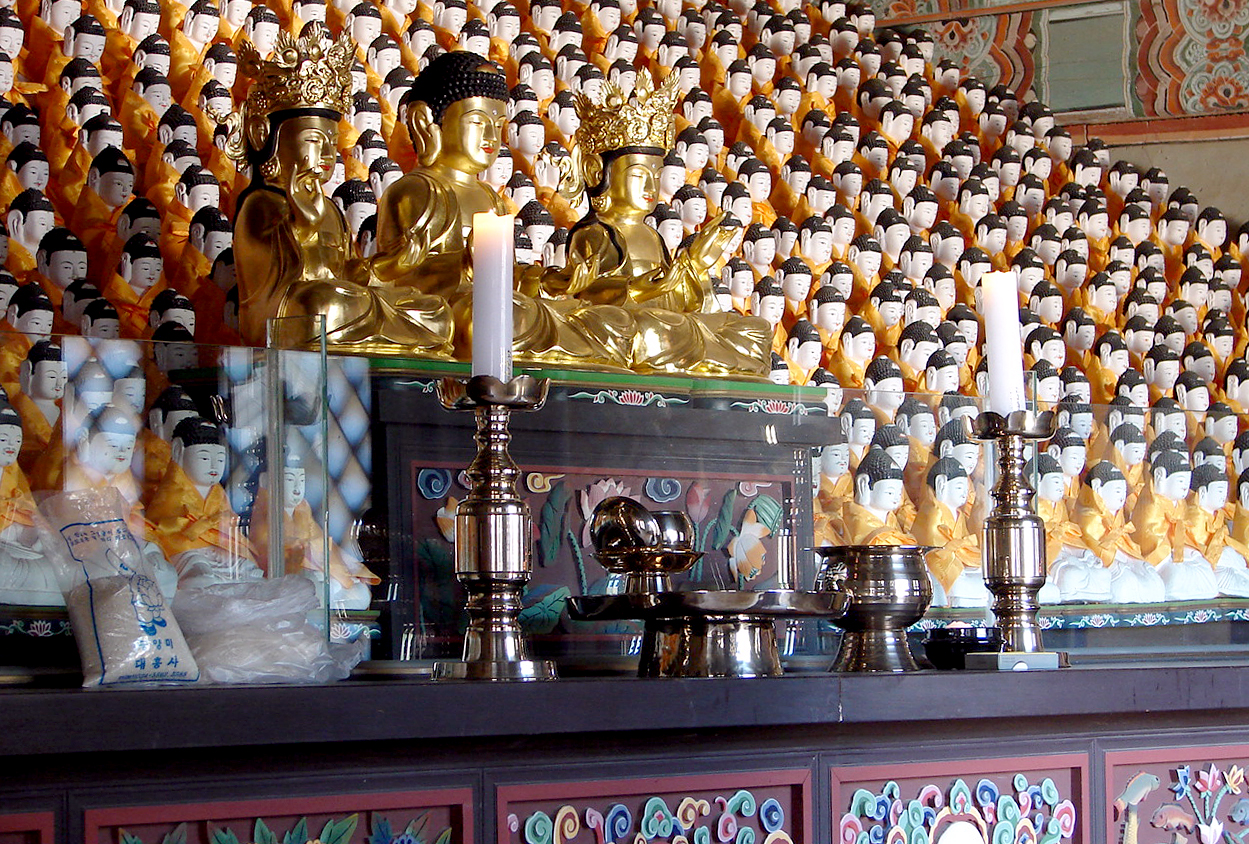
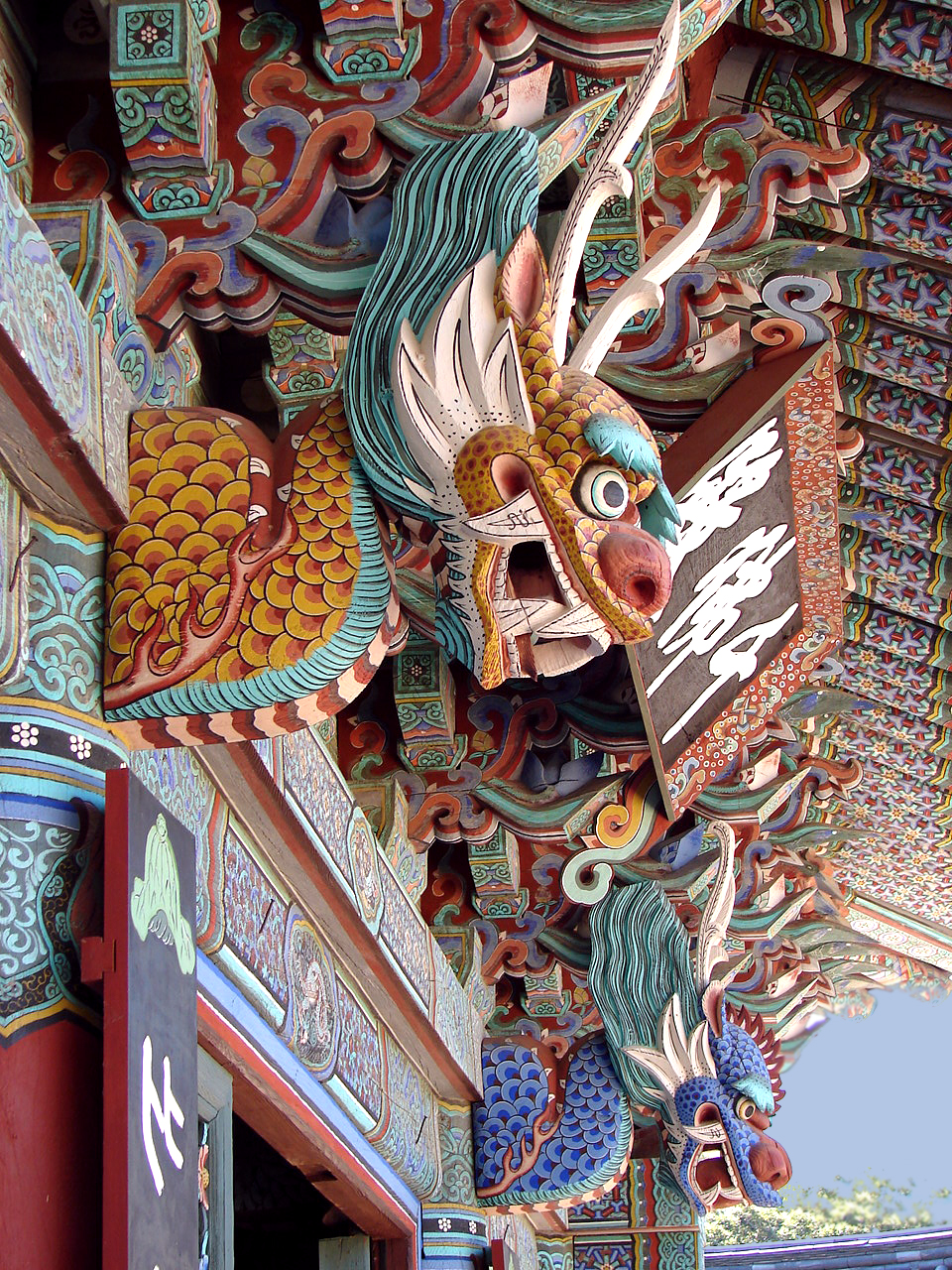
공포 및 현판

## 같이 보기
- 대흥사
- 해남 대흥사 천불상(전라남도 유형문화재 제52호)

## 참고 자료
- 해남 대흥사 천불전 - 국가유산청 국가유산포털